# Rob. Forberg Musikverlag
Der Rob. Forberg Musikverlag ist ein Imprint von Universal Music Entertainement (UMG) mit Sitz in Berlin. Es geht auf die gleichnamigen Musikverlage in Leipzig (1862–1950) und Bad Godesberg (1949–2006) zurück.

## Leipzig 1862–1950
Spätestens seit 1838 gab es eine Buchhandlung Forberg in Düsseldorf. (Dort lebten zeitweise auch der gebürtige Leipziger Musiker Friedrich Forberg (1815–1883) und dessen Sohn Carl Ernst Forberg (1844–1915).)
August Robert Forberg (1833–1880) eröffnete 1862 eine Musikalienhandlung in Leipzig. Dort übernahm er auch die Kommission (Vertrieb) mehrerer auswärtiger Verlage.
Er verlegte außerdem einige Noten vor allem für Pianoforte von zeitgenössischen Komponisten.
Nach dessen Tod 1880 übernahmen zunächst die Witwe Bertha Therese Forberg, geborene Schrödter mit dem Sohn Robert Max Forberg (1850–um 1920) die Leitung, die dieser ab 1888 alleine weiterführte.
1908 umfasste der Katalog über 6.000 Notentitel, von denen die meisten wahrscheinlich von den auswärtigen kommissionierten Verlagen stammten. (Die Buchhandlung Rob. Forberg hatte den Vertrieb von insgesamt über 40 Verlagen und Buchhandlungen aus dem Deutschen Reich, sowie Österreich-Ungarn, Rumänien, den Niederlanden und weiteren Ländern in Leipzig inne, vor allem vor 1916.)
Ab etwa 1915/1918 konnten die alleinigen Rechte an einigen Werken russischer Komponisten wie Peter Tschaikowski, Nikolai Rimski-Korsakow und Igor Strawinsky von seinem bisherigen Kommittenten Peter Jürgenson erworben werden, der in Russland enteignet worden war.
Ab 1920 führte die Witwe Franziska Forberg, geborene Gumpel (1869–1942) das Unternehmen weiter. 1925 wurde ihr Neffe Horst von Roebel Teilhaber, da sie keine Kinder hatte. 1934 musste die Buchhandlung geschlossen werden. Seit 1936 war Horst von Roebel alleiniger Inhaber, da Franziska Forberg wegen ihrer jüdischen Herkunft aussteigen musste. 1942 nahm sie sich kurz vor ihrer bevorstehenden Deportation das Leben.
Das Verlagsgebäude in der Talstraße 19 (jetzt Ecke Seebachstraße) wurde im September 1943 bei einem Bombenangriff zerstört.
1947 erhielt Horst von Roebel eine neue Verlagslizenz durch die sowjetische Militäradministration und verlegte wieder einige Noten. Um 1950 wurde dieser Verlag geschlossen.

## Bad Godesberg und Berlin seit 1949
1949 gründete Horst von Roebel den Rob. Forberg Musikverlag in Bonn. Seit spätestens 1951 wurden in Bonn-Bad Godesberg wieder Noten mit den bisherigen Urheberrechten vertrieben.
2006 erwarb Bertelsmann Music Publishing BMG den Verlag nach dem Tod von dessen Sohn Joachim von Roebel. 2007 wurden sie von Universal Music Entertainement GmbH übernommen. Der Rob. Forberg Musikverlag wurde zum Imprint des italienischen Zweigverlages Casa Ricardi mit Sitz in Berlin Mühlenstraße 25. Die Gewinnabführung erfolgt seit 2008 an die Arabella Musikverlag GmbH, die seit 2019 auch Gesellschafter ist.
Zum gegenwärtigen Verlagsprogramm gehören etwa 150 Titel vor allem von Komponisten des 19. und frühen 20. Jahrhunderts wie Carl Maria von Weber, Peter Tschaikowski, Max Reger, Igor Strawinsky und weiteren.